# Valentina Alazraki
 Valentina Alazraki Crastich (Ciudad de México, 19 de enero de 1955) es una periodista, escritora y conferencista mexicana encargada de cubrir el Vaticano como corresponsal de Noticieros Televisa desde 1974. 
Alazraki ha destacado debido a su cercanía con Juan Pablo II y el Papa Francisco.
Habiendo entrevistado en numerosas ocasiones a san Juan Pablo II, en marzo del 2015 el Papa Francisco le concedió una entrevista exclusiva para Noticieros Televisa en coincidencia con el segundo aniversario de su pontificado. 
El 5 de octubre de 2015 anunció en primicia la visita del Papa Francisco a México, que se realizó del 12 al 17 de febrero de 2016.
Es Dama de las Órdenes de San Silvestre Papa y de la Gran Cruz de la Orden Piana, distinciones otorgadas por los papas Benedicto XVI y Francisco, respectivamente.

## Carrera
Comenzó su carrera en 1974 durante el pontificado de Pablo VI, cubrió sus últimos cuatro años de pontificado y su muerte, tras la que vendría el cónclave y breve pontificado de Juan Pablo I, tras su sorpresiva muerte comenzó el pontificado de Juan Pablo II, con quien viajó por todo el mundo durante los 26 años y 5 meses que duró su pontificado.
Su carrera como periodista ha sido muy extensa, además de ser corresponsal en el Vaticano ha dado cobertura a varios temas de relevancia internacional como las conferencias de la OPEP en Ginebra, los encuentros en Viena que sostuvieron Carter y Breznev, las cumbres entre Reagan y Gorbachov en Ginebra y Moscú. Cubrió además la enfermedad y muerte del Mariscal Josip Broz Tito de enero a mayo de 1980 en Yugoslavia.
Realizó numerosas coberturas internacionales desde diversas sedes de Juegos Olímpicos en la década de los 80 y 90.
Acompañó al Papa Juan Pablo II en 100 de los 104 viajes apostólicos y fue la primera periodista en realizarle una entrevista en la víspera de su primer viaje a México. En 2005 cubrió la agonía, muerte y funerales del papa polaco.
Cubrió la elección, pontificado y renuncia del papa Benedicto XVI, a quien acompañó en 23 de sus 24 viajes internacionales, y actualmente, con más de 40 años de trayectoria profesional, cubre al papa Francisco.
Trabajó de 2005 a 2015 como corresponsal en el Vaticano para W Radio.

## Pontificado de Juan Pablo II
Su relación con Karol Wojtyła inició durante la víspera de su primer viaje a México cuando se escondió detrás de las plantas en la entrada del Aula Paulo VI y abordó al Papa con un sombrero de charro en las manos y salió a su encuentro para entrevistarlo. Al día siguiente lo entrevistó de nuevo a bordo del avión Papal.
Entrevistó al Pontífice en muchas oportunidades, una de ellas con motivo del restablecimiento de las relaciones diplomáticas entre México y la Santa Sede en septiembre de 1992.
Durante los cinco viajes a México ingresó a la cabina del Papa y pudo realizarle una entrevista y agradecerle por su peregrinaje a su país.
El 2 de abril de 2005, tras cubrir los meses de su agonía, anunció a México y al mundo que Juan Pablo II había fallecido. Tras esto cubrió sus funerales, el cónclave y la elección del Papa Benedicto XVI.

## Otros pontífices
Alazraki comenzó su carrera en el Vaticano 1974, por lo que le correspondió cubrir los últimos años del pontificado de  Pablo VI, tras su muerte cubrió sus funerales y el cónclave del que salió electo Juan Pablo I y su corto pontificado de 33 días. Tras cubrir sus funerales pasó a la cobertura del primer Papa no italiano en 500 años Juan Pablo II.
Tras cubrir al Papa polaco durante 26 años y 5 meses, anunciar su muerte y cubrir sus funerales la periodista siguió en la cobertura del Papa Benedicto XVI durante los casi 8 años que duró su pontificado. 
En febrero de 2013 cubrió la renuncia del Papa alemán y el cónclave del que salió electo el Papa Francisco.
Con el Papa argentino ha realizado todos sus viajes internacionales. Al regreso del viaje a Filipinas, en enero de 2015 Francisco sorprendió a la periodista al celebrar su cumpleaños con un pastel a bordo del avión y ante todos sus colegas.
En coincidencia con el segundo aniversario de su elección el papa Francisco le concedió una entrevista a la periodista, la primera que concedió a una cadena de televisión desde la Ciudad del Vaticano.

## Canonización de Juan Pablo II
Debido a su cercanía con el Papa Juan Pablo II fue llamada como una de los testigos en su causa de beatificación.
Fue una de las pocas periodistas en entrevistar a la religiosa francesa Marie Simón-Pierre, cuyo milagro de sanación de Parkinson hizo posible la beatificación del Papa viajero el 1º de mayo de 2011.
Tras cubrir el proceso de la canonización fue la primera periodista en entrevistar a Floribeth Mora Díaz, mujer costarricense curada de un aneurisma cerebral el día de la beatificación de Juan Pablo II. La entrevista la realizó en noviembre de 2012, varios meses antes de que se publicara que su milagro sería el elegido para la canonización del Papa polaco.
El 27 de abril de 2014 transmitió junto a Joaquín Lopez-Dóriga la ceremonia de canonización de Juan XXIII y Juan Pablo II desde la 
Plaza de San Pedro que fue concelebrada por el Papa Francisco y el ya entonces papa emérito Benedicto XVI.

## Mitos
Durante años se ha especulado de la supuesta conversión de Alazraki del judaísmo al catolicismo dada su cercanía con san Juan Pablo II. Sin embargo, ella ha aclarado que creció junto a su madre en Italia siempre como católica e incluso quiso ser misionera, por lo que nunca hubo tal conversión.
Cabe mencionar que:
El apellido Alazraki tiene un origen sefardí, específicamente de la comunidad judía sefardí. Se cree que el apellido se originó en España antes de la expulsión de los judíos en 1492. Después de la expulsión, muchos judíos sefardíes se asentaron en diferentes partes del mundo, incluyendo el norte de África, el Medio Oriente y América Latina.
En México, el apellido Alazraki se encuentra principalmente en la comunidad judía sefardí y en familias de origen judío. Algunas familias con este apellido pueden haber llegado a México durante la época colonial o en migraciones posteriores.
Es importante destacar que los apellidos sefardíes a menudo tienen una rica historia y pueden variar en su ortografía y significado dependiendo de la región y la familia.

## Libros
A lo largo de su carrera Alazraki ha publicado siete libros con Editorial Planeta.
- Juan Pablo II, el viajero de Dios (1990)

- Juan Pablo II y la Virgen de Guadalupe (1999)

- En nombre del amor. Juan Pablo II, memoria íntima de un hombre santo (2006)

- La luz eterna de Juan Pablo II, hombre de Dios, santo de nuestros días (2010)

- México siempre fiel (2012)

- Juan Pablo II el santo que conquistó el corazón del mundo (2014)

- El milagro costarricense de Juan Pablo II (2014)

Además de su actividad periodística Alazraki imparte conferencias en México durante sus viajes a ese país.